# Майнское плоскогорье
Ма́йнское плоского́рье — горный массив в Анадырском районе Чукотского автономного округа, в северной части Корякского нагорья, является северным продолжением Южно-Майнского хребта.

## География
Плоскогорье ограничено Анадыррской низменностью на севере и северо-востоке и Алганским кряжем на северо-западе. На юге долина реки Великой отделяет плоскогорье от Койвэрэланского кряжа, на востоке река Берёзовая — от хребта Рарыткин; западная граница определяется Парапольско-Бельской низменностью.
Наивысшая точка плоскогорья — безымянная гора высотой 1304 м в центральной части (горы Пырканай). Абсолютная высота вершин в пределах горного массива колеблется от 500 до 900 метров, однако отдельные вершины поднимаются выше 1000 м: гора Пырканай 1135 м на западе, в горах Пырканай (горы Главная высотой 1245 м, Агранай 1173 м, Останцовая 1167 м) и в горах Ирвыней на севере (гора Пик 1046 м, Кряж 1022 м).
На плоскогорье берут начало несколько рек: Берёзовая, Ламутская, Инквулинвеем и другие.  Поверхность в значительной степени расчленена речными долинами и покрыта горно-тундровой растительностью; в долинах — лиственничная лесотундра.
Геологически плато сложено преимущественно базальтами.